# أمزاتشيا
أمزاتشيا هي قرية تقع في إقليم كونستانتا في رومانيا.

## السكان
حسب إحصائيات 2002 بلغ عدد سكان القرية 1,295 نسمة.